# Tocqueville-sur-Eu

Tocqueville-sur-Eu este o comună în departamentul Seine-Maritime, Franța. În 1 ianuarie 2018 avea o populație de 216 de locuitori.